# Antoni Szlagowski
Antoni Władysław Szlagowski (ur. 10 lipca 1864 w Gulczewie, zm. 28 lutego 1956 w Milanówku) – polski biskup rzymskokatolicki, biskup pomocniczy warszawski w latach 1928–1956.

## Życiorys
Był synem Kazimierza i Hipolity z Dobrowolskich. Po ukończeniu seminarium duchownego w Warszawie ukończył również (uzyskując tytuł magistra w 1891) Cesarską Rzymskokatolicką Akademię Duchowną w Petersburgu.
W 1890 otrzymał święcenia kapłańskie. Był wikariuszem w warszawskich parafiach świętego Antoniego i świętego Aleksandra, profesorem Pisma Świętego w seminarium duchownym w latach 1895–1918, w latach 1897–1910 był tam profesorem patrologii i homiletyki, wykładał homiletykę i wymowę na Cesarskim Uniwersytecie Warszawskim. Później kontynuował studia w Rzymie, gdzie w 1909 uzyskał doktorat. Następnie był profesorem (od 1 kwietnia 1919) i dziekanem (1918–1919) Wydziału Teologicznego Uniwersytetu Warszawskiego, a w roku akademickim 1927/1928 rektorem i później w roku 1928/1929 prorektorem.

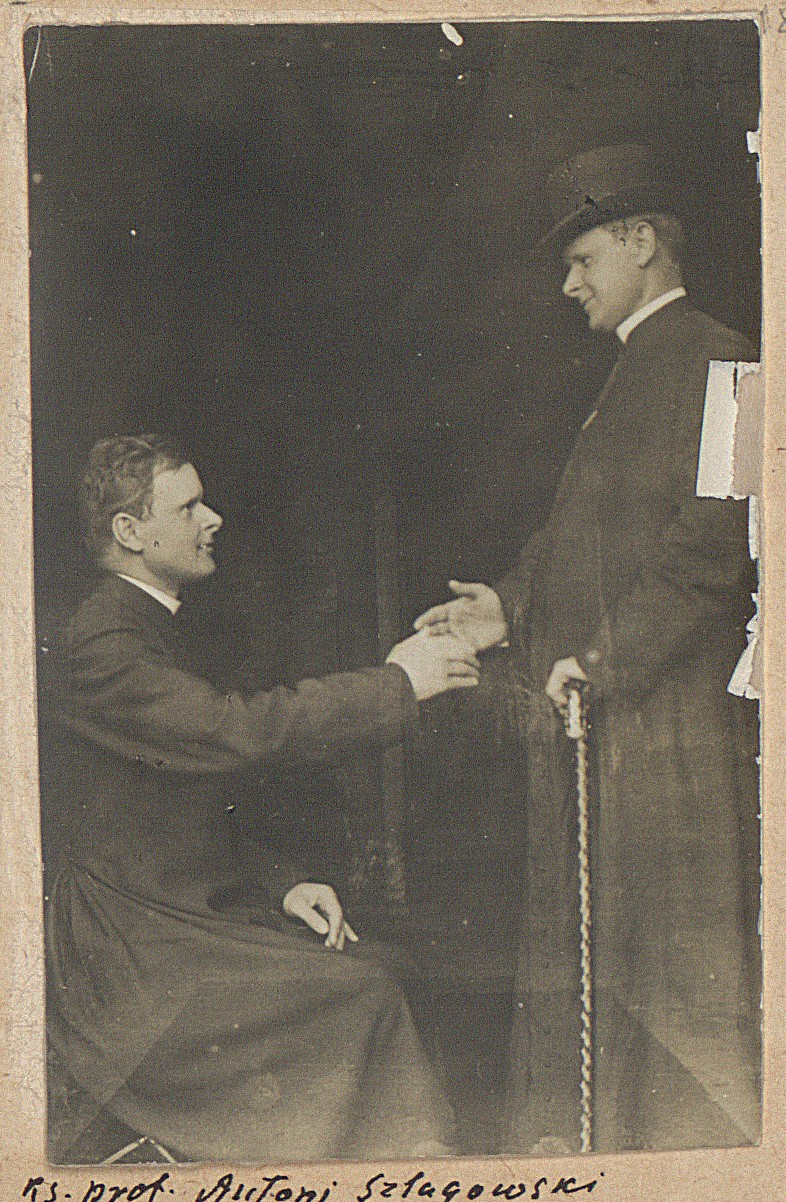
Antoni Szlagowski, portret podwójny, ok. 1905 r.

W 1927 otrzymał godność infułata. 9 lipca 1928 papież Pius XI mianował go biskupem pomocniczym archidiecezji warszawskiej i biskupem tytularnym Irenopolis in Cilicia. Sakrę biskupią przyjął 7 października 1928. Od 31 października 1932 był w stanie spoczynku. W latach 1942–1946 pełnił funkcję wikariusza kapitulnego archidiecezji warszawskiej. 24 listopada 1945 papież Pius XII mianował go arcybiskupem tytularnym Cotyaeum.
W latach 1928–1956 pełnił funkcję proboszcza parafii św. Barbary na Koszykach. Kapelanem Szlagowskiego od 1942 do śmierci był późniejszy infułat Stanisław Markowski (1910–1997). Szlagowski nie opuścił Warszawy po wybuchu powstania warszawskiego, ale we wrześniu 1944 został internowany w Milanówku, gdzie przebywał do śmierci. W czasie powstania, 9 września, Niemcy przekazali mu w tamtym miejscu serce Chopina.
Zmarł 28 lutego 1956 r. na plebanii Kościoła pw. św. Jadwigi w Milanówku, w której mieszkał po zakończeniu wojny. Został pochowany 3 marca 1956 r. w krypcie archikatedry warszawskiej. Jego prochy przeniesiono w 1959 r. do odbudowanego Kościoła pw. Św. Apostołów Piotra i Pawła w Warszawie (Parafia św. Barbary na Koszykach).
Zyskał sławę jako kaznodzieja. Był nazywany "kaznodzieją Warszawy". Przemawiał nad grobami: Romana Dmowskiego, Bolesława Prusa, Władysława Reymonta, Henryka Sienkiewicza, Nieznanego Żołnierza. Był autorem licznych prac z zakresu biblistyki. W 1900 wydał zmodernizowany przez siebie przekład Biblii Jakuba Wujka. 
W okresie pracy na Uniwersytecie Warszawskim był znanym przyjacielem młodzieży akademickiej, która nadała mu tytuł Dożywotniego Przyjaciela Polskiej Młodzieży Akademickiej. Od 1928 był filistrem honoris causa Polskiej Korporacji Akademickiej Aquilonia. Tradycyjnie w dniu 3 maja odprawiał dla młodzieży akademickiej polową mszę w Ogrodzie Botanicznym (na Agrykoli w Warszawie). W maju 1936 podczas ślubowania jasnogórskiego młodzieży akademickiej odczytał rotę ślubowania swego autorstwa.
Był m.in. członkiem: Towarzystwa Naukowego Warszawskiego, zarządu Kasy im. Józefa Mianowskiego, Zakładu Narodowego im. Ossolińskich, Stowarzyszenia Wzajemnej Pomocy Studentów Uniwersytetu Józefa Piłsudskiego.

## Publikacje
- Kazania pasyjne (1899–1909, 3 serie)
- Nowy Testament Jezusa Chrystusa (1900)
- Żywot, charakterystyka i dzieła Fabiana Birkowskiego (1901)
- "Leon XIII" (1902)
- Wstęp ogólny historyczno-krytyczny do Pisma Świętego. Tom 1 (1907)
- Wstęp ogólny historyczno-krytyczny do Pisma Świętego. Tom 2 i 3 (1908)
- Mowy pogrzebowe (1909)
- Mowy akademickie 1915-1921 (1921)
- Mowy narodowe (1927)
- Mickiewicz i Biblia
- Mowy okolicznościowe
- Koniec świata (1929).

## Ordery i odznaczenia
- Krzyż Komandorski z Gwiazdą Orderu Odrodzenia Polski (11 listopada 1937)[7]
- Krzyż Komandorski Orderu Odrodzenia Polski (30 kwietnia 1925)[8][9]
- Odznaka Honorowa Polskiego Czerwonego Krzyża I stopnia (1935)[10]